# USS Lake Erie (CG-70)
USS Lake Erie (CG-70), dvadeset i četvrta raketna krstarica klase Ticonderoga u službi američke ratne mornarice; drugi je brod koji nosi to ime.
14. veljače 2008. američko ministarstvo obrane objavilo je da će USS Lake Erie zajedno s još dva broda pokušati uništiti satelit USA 193 prilikom ulaska u atmosferu pomoću modificirane rakete SM-3. To im je i uspjelo 21. veljače.

## Vanjske poveznice
- USS Cape St. George  Arhivirana inačica izvorne stranice od 4. rujna 2009. (Wayback Machine)